# Úrsula Suárez
Ursula Suárez y Escobar, mais conhecida como Sóror Úrsula Suárez (Santiago de Chile, 1666 - 1749), era uma freira e escritora do período colonial chileno ligado ao discurso confessional das mulheres indianas consagradas a religião presente nos claustros da América do Sul entre os séculos XVII e XIX. Cultivou o gênero autobiográfico.
Ao lado da epistolario da freira dominical Sóror Josefa de los Dolores e poemas de Juana Lopez e Sóror Tadea de San Joaquin, produção epistolar de Sóror Úrsula é inserido entre os primeiros registros literários de mulheres em Chile.